# Catocala legionensis
Catocala legionensis är en fjärilsart som beskrevs av Goméz-bustillo och Vega Escandón 1975. Catocala legionensis ingår i släktet Catocala och familjen nattflyn. Inga underarter finns listade i Catalogue of Life.